# Kōsuke Fujishima
Kōsuke Fujishima (藤島 康介?, Fujishima Kōsuke; Chiba, 7 luglio 1964) è un fumettista e character designer giapponese.

## Biografia
Fujishima diventa immediatamente popolare nel settore dei manga in quanto editore della rivista Puff, il suo primo lavoro dopo il diploma.  Fujishima in seguito diventa assistente del famoso mangaka Tatsuya Egawa (l'autore di Golden Boy) nella produzione del manga Be Free!, grazie al quale nel 1986 riesce a pubblicare il suo primo lavoro Sei in arresto! per la Kōdansha.  La sua seconda serie Oh, mia dea!, diventa popolare in tutto il mondo, facendo di Fujishima uno degli autori giapponesi più conosciuti all'estero.
È anche celebre la sua passione per automobili e motociclette, ed infatti molti dei suoi personaggi rfilettono questo suo aspetto, per esempio la serie éX-Driver.

## Principali opere
| Serie              | Anno                   | Ruolo svolto              |  |
| ------------------ | ---------------------- | ------------------------- |  |
| Sei in arresto!    | 1986–1992              | Autore                    |  |
| Oh, mia dea!       | 1988–2015              | Autore                    |  |
| Sakura Wars        | 1997–2005              | Character Design          |  |
| éX-Driver          | 2000                   | Autore / Character Design |  |
| Tales of Phantasia | 1994, 1999, 2003, 2006 | Character Design          |  |
| Gungrave           | 2002, 2003, 2004       | Mechanical Designer       |  |
| Tales of Symphonia | 2003, 2004             | Character Design          |  |
| Tales of the Abyss | 2005                   | Character Design          |  |
| Tales of Vesperia  | 2008                   | Character Design          |  |
| Tales of Xillia    | 2011                   | Character Design          |  |
| Tales of Xillia 2  | 2012                   | Character Design          |  |
| Tales of Zestiria  | 2015                   | Character Design          |  |
| Dark Rose Valkyrie | 2016                   | Character Design          |  |
| Toppu GP           | 2016–presente          | Autore                    |  |